# گردشگری در شمال ایران

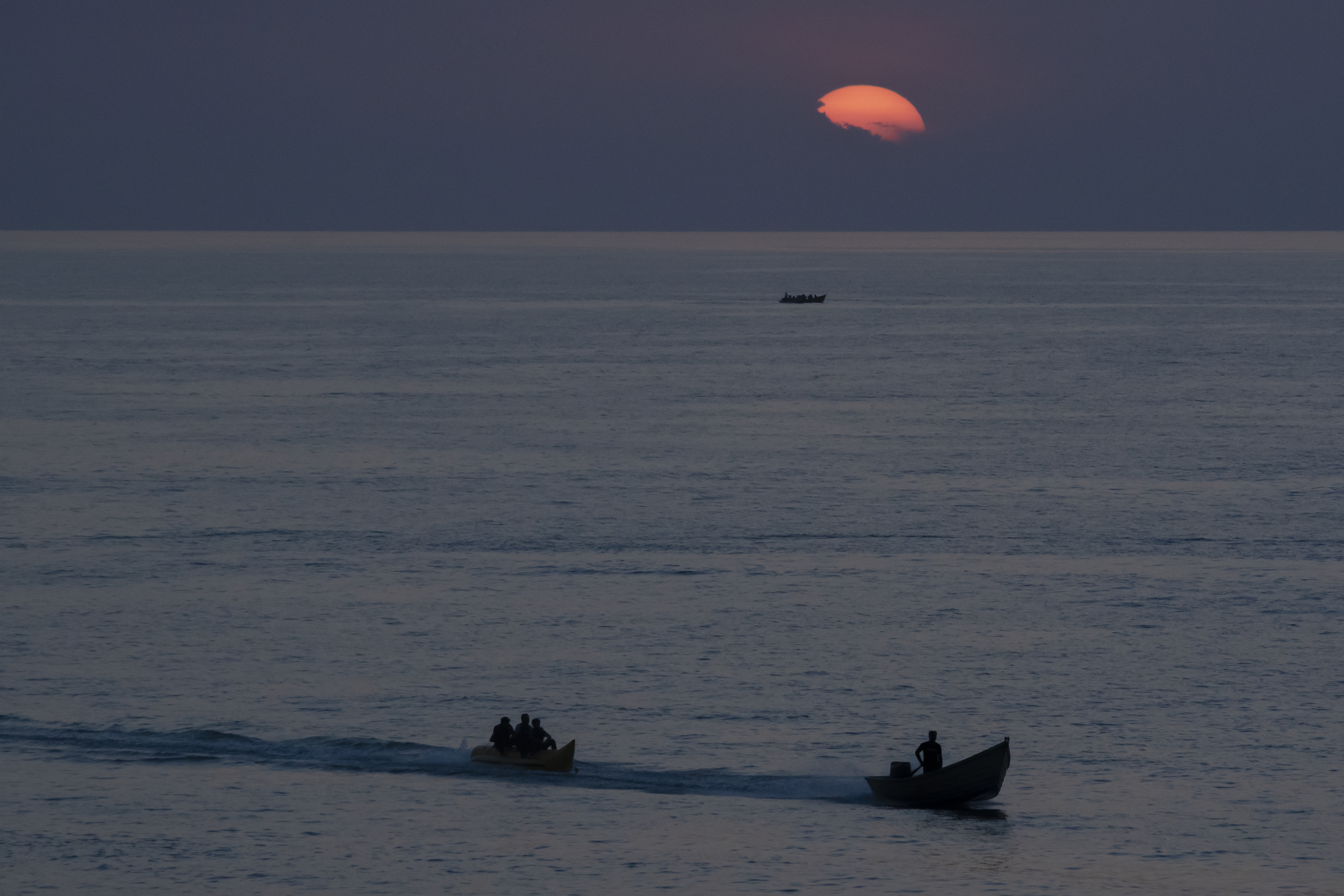
غروب آفتاب در ساحل سرخ رود در استان مازندران

گردشگری در شمال ایران یکی از انواع گردشگری در کشور ایران است. نوار شمالی ایران را استان‌های ساحلی دریای خزر دربرگرفته‌اند و چالوس و کلاردشت و نمک آبرود از قطب‌های گردشگری کشور ایران در شمال ایران محسوب می‌شوند که با راه‌اندازی بزرگراه ۱۲۰ کیلومتری جدید تهران‌شمال، موقعیت استراتژیک این شهرستان‌ها تقویت می‌شود. تولید گل و گیاه در چالوس و تمامی دیگر شهرهای غرب استان مازندران رونق دارد. از دیدگاه تاریخی نیز شمال ایران می‌تواند دارای جاذبه‌های گردشگری محسوب شود.
سالانه ۳۶ درصد کل حمل بار جاده‌ای کشور ایران و همچنین ۶۴ درصد کل حمل مسافر جاده‌ای کل کشور ایران بین دو استان‌های تهران و مازندران رخ می‌دهد. بنا بر گزارش‌هایی با احداث خط آهن جدیدی و «تونل ریلی البرز»، فاصلهٔ شهر تهران تا شمال ایران از حدود چهار ساعت کنونی به کمتر از نیم ساعت کاهش می‌یابد و به میزان قابل توجهی در وقت و مصرف سوخت نیز صرفه‌جویی خواهد شد.

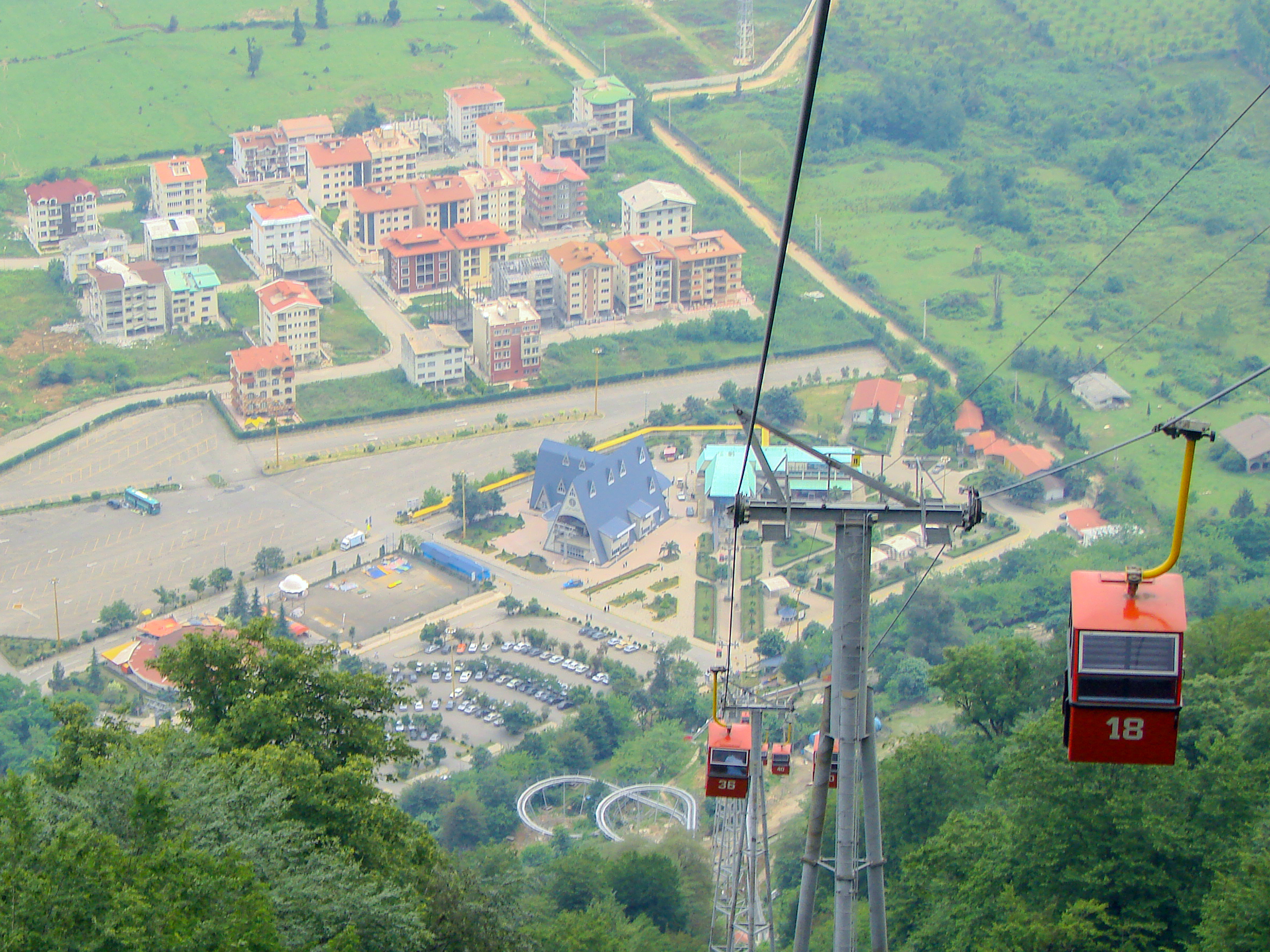
تله کابین شهرک توریستی تفریحی نمک آبرود در کنار شهر چالوس

## جاده چالوس
جاده ۵۹(یا همان جاده کرج‌چالوس) از میان شهر کرج در استان تهران شروع و به شهر چالوس در کرانه دریای خزر وصل می‌شود. این جاده قطر رشته‌کوه‌های البرز را می‌پیماید. با ساخت سد امیر کبیر کرج در سال ۱۳۴۰ هجری‌شمسی به جاذبه‌های گردشگری در این جاده افزوده شد و در اندک زمانی این جاده به یکی از تفریحگاه‌های مهم گردشگری ایران تبدیل شد. به دلیل آنکه طراحی این جاده در گذشته انجام گرفته‌است، در نتیجه برای سرعتهای بالا مناسب نیست.

## آبشار هریجان
آبشار هریجان در روستایی به نامِ هریجان در منطقه کلاردشت و در نزدیکی گردنه هزارچم در جاده چالوس استان مازندران قرار دارد. این آبشار بیشتر از ۸۰ متر ارتفاع دارد، که با طبیعت بکر و وحشی خود از بهترین مقاصد طبیعت‌گردی این منطقه است و یکی از جاذبه‌های گردشگری در البرز است. آبشار هریجان در پایین دست به آبشارهای متعددی تبدیل می‌شود.

## شهرستان چالوس
شهرستان چالوس در استان مازندران و در ساحل دریای خزر واقع شده و دارای سابقه تاریخی فراوانی بوده و به خاطر سرسبزی به «عقیق همیشه سبز» مشهور است. مورخان چالوس را به عنوان شالوس و چالس خوانده‌اند و در پیرامون آن دو شهر کوچک دیگر به نام کبیره و کچه نیز وجود داشته‌است. شهر چالوس در زمان حمله امیر تیمور تخریب شد و در نتیجهٔ این حمله تا قرن‌های متمادی به صورت روستایی کوچک بود. این شهرستان از شمال به دریای خزر، جنوب به استان تهران و از غرب به شهرستان عباس‌آباد و از شرق به شهرستان نوشهر متصل است. هوای چالوس مانند دیگر نقاط مازندران و گیلان مرطوب است. دمای هوا در تابستان از ۲۵ تا ۳۶ و در زمستان از ۵ تا ۱۲ درجه سانتیگراد متغیر و بنابراین دمای هوای این شهرستان نه زیاد گرم و نه زیاد سرد است. ارتفاعات چالوس غالباً پوشیده از برف است؛ «سرمای بهمن ماه» از دیگر ماه‌های زمستان در چالوس، بیشتر و «گرمای تیرماه تا نیمه اول مرداد» از دیگر ماه‌های تابستان بیشتر است.

## کاخ چایخواران
کاخ چای‌خوران در تاریخ ۲۶ اسفند ۱۳۵۳ با شمارهٔ ثبت ۱۰۴۵ به‌عنوان یکی از آثار ملی ایران به ثبت رسیده‌است. این بنا در محوطه‌ای به وسعت حدود ۴۰۰۰ متر مربع و در یک طبقه و زیرزمین ساخته شده‌است. دو ورودی اصلی بنا در ضلع‌های شرقی و غربی واقع هستند و فضاهای داخلی ساختمان از دو بخش اصلی و خدماتی تشکیل شده‌است که توسط راهروی میانی به هم متصل شده‌اند. بخش اصلی این بنا شامل بالکن ستون‌دار شمالی و دو تالار مربع شکل در قسمت جنوبی و یک تالار مستطیلی در جهت شمالی‌جنوبی است که با تزئینات زیبای گچ‌بری مزین شده‌است. بخش خدماتی شامل دو اتاق و آبدارخانه و دو ایوان در قسمت‌های شرقی و غربی است. این کاخ از بناهای دوره رضاخان میرپنج است.

## کاخ اجابیت
کاخ اجابت در دوره دودمان پهلوی، در روستای جاءبیت از شهرستان کلاردشت ساخته شد. این کاخ در محلی مشرف به کلاردشت بنا شده‌است.

## دریاچه ولشت
دریاچهٔ وَلَشت دریاچه‌ای است در جنوب غرب شهر چالوس و در شمال شرق کلاردشت، این دریاچه کوهستانی در ۲۵ کیلومتری جاده چالوس در نزدیکی شهر مرزن‌آباد واقع گردیده‌است. در قسمت جنوب غرب این ناحیه علم‌کوه قرار دارد. دریاچه ولشت در نزدیکی منطقه کوهستانی تخت سلیمان علم کوه قرار دارد دسترسی به دریاچه از طریق مرزن‌آباد و از سمت غربی جاده چالوس امکان‌پذیر است. دریاچه ولشت یکی از دریاچه‌های آب شیرین ایران به‌شمار می‌رود. روستای سنار نزدیک‌ترین روستا به دریاچه است. دریاچهٔ ولشت ۷۱اُمین اثر طبیعی ملی است که توسط سازمان میراث فرهنگی در ۱۵ مهر ۱۳۸۸ در فهرست میراث طبیعی ایران قرار گرفت. در ۱۷ تیرماه ۹۳ یک تیم غواصی ۷ نفره بمدت یک روز دریاچه را مورد بررسی و جستجو قرار داد. در این بررسی دمای محیط اطراف در ساعت ۱۰ صبح ۳۱ درجه و دمای آب در سطح ۲۶ درجه در عمق ۶ متری ۱۹ درجه در عمق ۱۴ متری ۱۳ درجه و در عمق ۲۰ متری دمای آب ۵ درجه بود. ارتفاع دریاچه از سطح دریای خزر ۹۳۵ متر است. درون دریاچه اردک‌ماهی، مار آبی و قورباغه وجود دارد. آب دریاچه به وسیلهٔ چشمه‌های زیر زمینی که از بستر دریاچه بیرون می‌ریزد و همچنین بارش باران تأمین می‌گردد. بستر دریاچه از خاک بسیار نرمی به رنگ خاکستری تشکیل شده و عمق دید یا visibility در آن بسیار محدود است به‌قسمی‌که تا عمق ۵ متری حدود ۱ متر، تا عمق ۱۰ متری حدود ۶۰ سانت، و تا عمق ۱۵ متری حدود ۳۰ سانت و در عمق ۲۰ متری حدود ۱۰ سانت می‌شود. اطراف دریاچه نیزار است که تا عمق ۸ متری ریشه دارند.

## منطقه ییلاقی کوهستان دلیر
دلیر نام یکی از روستاهای نزدیک مرزن‌آباد در استان مازندران است که به دو قسمت دلیر و الیت تقسیم می‌شود که دو نام برده توسط رودی به‌نامِ اسپیرو (در زبان گیلکی به‌معنی «سفید») قطع می‌شوند.

## کلاردشت
کِلاردَشت ناحیه‌ای در استان مازندران که ۱۷۰ کیلومتر با تهران فاصله دارد، و دشتی بر فراز کوه‌ها است. این ناحیه از جنوب به قلهٔ تخت سلیمان تا حدود گردنهٔ کندوان و از شمال به دریای خزر و شهر عباس‌آباد، از شرق به چالوس، نوشهر و کجور و از غرب به قزوین و الموت محدود است.

## آبشار اکاپل
آبشار اکاپل در نزدیکی دریاچه ولشت در «سردی چالِ» کلاردشت و در همجواری شهر چالوس و منطقه کلاردشت واقع شده‌است و در امتداد رود سردآبرود در محله رودبارک است. همجواری این آبشار با ییلاقات کلاردشت و زیبایی دریاچه ولشت جاذبهٔ گردشگری منطقه‌است و قابلیت تفرجگاهی منطقه را افزایش داده‌است.

## آبشار سواسره
آبشار سواسره از توابع بلده است و این آبشار حدوداً ۱۰۰ متر ارتفاع دارد و دارای آبی فراوان و با پخش‌آبی منحصر به فرد است. فضای اطراف آبشار سواسره کوهستانی‌بیشه‌ای است و چشم‌اندازهایی دارای جاذبهٔ گردشگری دارد.

## بوستان جنگلی فین
جنگل فین یا محمدآباد در کیلومتر پنج جاده چالوس به تهران و در ۷ کیلومتری شهر چالوس و در کنار رودخانه چالوس و در میان اراضی و ارتفاعات کوتاه جنگلی واقع شده‌است. بوستان جنگلی فین معروف به مشل موزی با دارا بودن امکانات نسبی رفاهی برای اقامت‌های کوتاه مدت در فصل تابستان مسافران و گردشگران، در خود جای داده‌است. در میان جنگل فی ین، مرداب هسل قرار گرفته‌است.

## مرداب کندوچال
مرداب کندوچال در جنگل فی ین چالوس قرار دارد، آب این مرداب از چشمه‌های اطراف آن تأمین می‌شود و شیرین است.

## پارک جنگلی چالوس

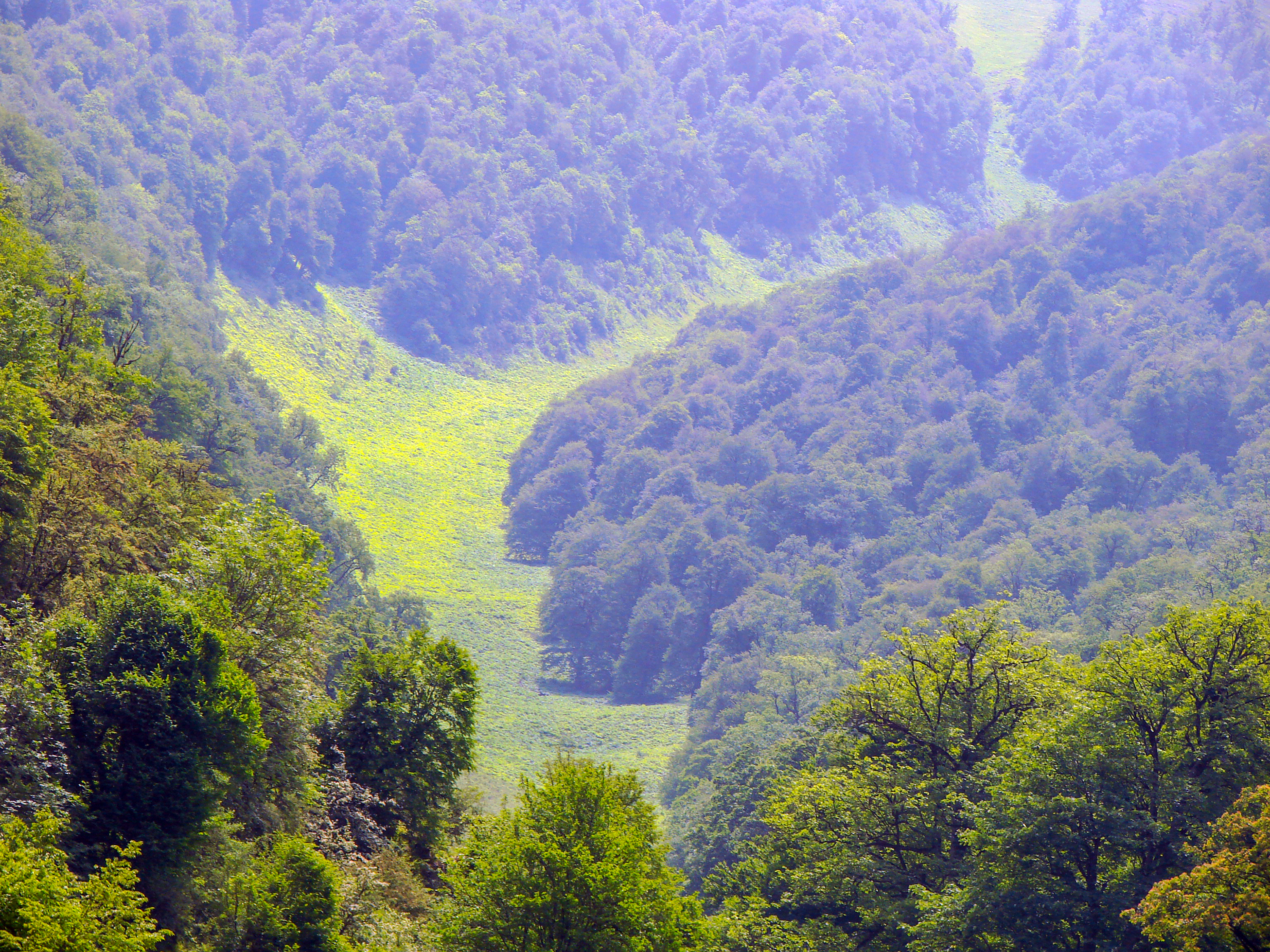
پارک جنگلی چالوس

پارک جنگلی چالوس در هفت کیلومتریِ چالوس و در جادهٔ چالوس‌تهران واقع شده‌است. رودخانه چالوس از کنار این پارک جنگلی می‌گذرد. در این پارک، اردوگاهی احداث شده‌است که کلبه و کومه‌هایی برای اقامت مسافران دارد و این پارک امکانات خاص تفرجگاهی نظیر میز، نیمکت و… دارد.

## پل فلزی چالوس
این پل در مرکز شهر چالوس و بر فراز رود چالوس قراردارد. بنای آن در سال ۱۳۱۱ هـ. ش شروع و در سال ۱۳۱۲ (بعد از یک سال) به بهره‌برداری رسید. طول این پل «۲۰۰ متر» است. اتصالات فلزی این پل تماماً پرچ کاری به گونه‌ای تزئینی است و دو طرف پل به صورت پایه چراغ‌ها و مجسمهٔ شیرهای سیمانی آراسته شده‌است.

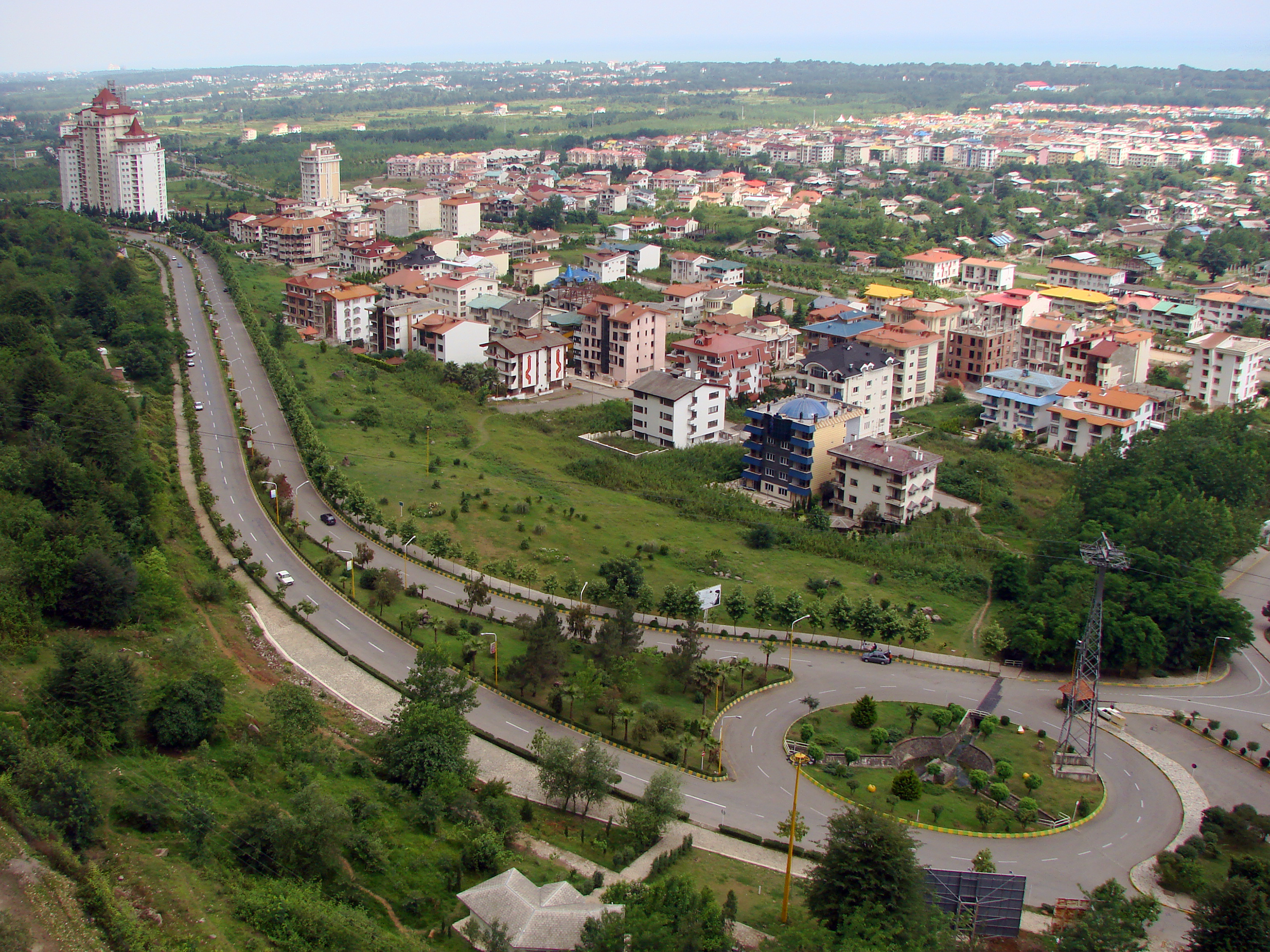
منطقه توریستی تفریحی نمک آبرود در کنار ساحل دریای خزر و شهر چالوس

## نمک‌آبرود
نمک‌آبرود نام منطقه‌ای گردشگری در نزدیکی شهر چالوس است، از جاذبه‌های گردشگری در نمک آبرود تله کابین، سورتمه‌سواری (حرکت مارپیچی و با سرعت بین درختان جنگلی و تماشای مناظر از زوایای مختلف)، زیپ لاین، قدم زدن روی پل معلق، پینت بال، کارتینگ، موتور چهارچرخ، ماشین رادیوکنترلی، شهربازی، تیراندازی، تفریحات پروازی مانند گلایدر، پاراگلایدر، کایت، چتر و بالگرد، دوچرخه‌سواری، سینمای هفت بعدی، و مجموعه تفریحی آکوالیون جهت تماشای نمایش شیرهای دریایی با توانایی انجام انواع حرکات نمایشی و بازدید از برکه فلامینگو و کافه آکواریوم می‌باشند. همچنین در بخش تفرجگاه ساحلی نمک آبرود می‌توان از تفریحات دریایی مانند شاتل، پاراسل، قایق هاورکرافت، شنا، قایق‌سواری، موتور چهارچرخ و ماشین ATV، اسب‌سواری و دوچرخه‌سواری استفاده نمود.

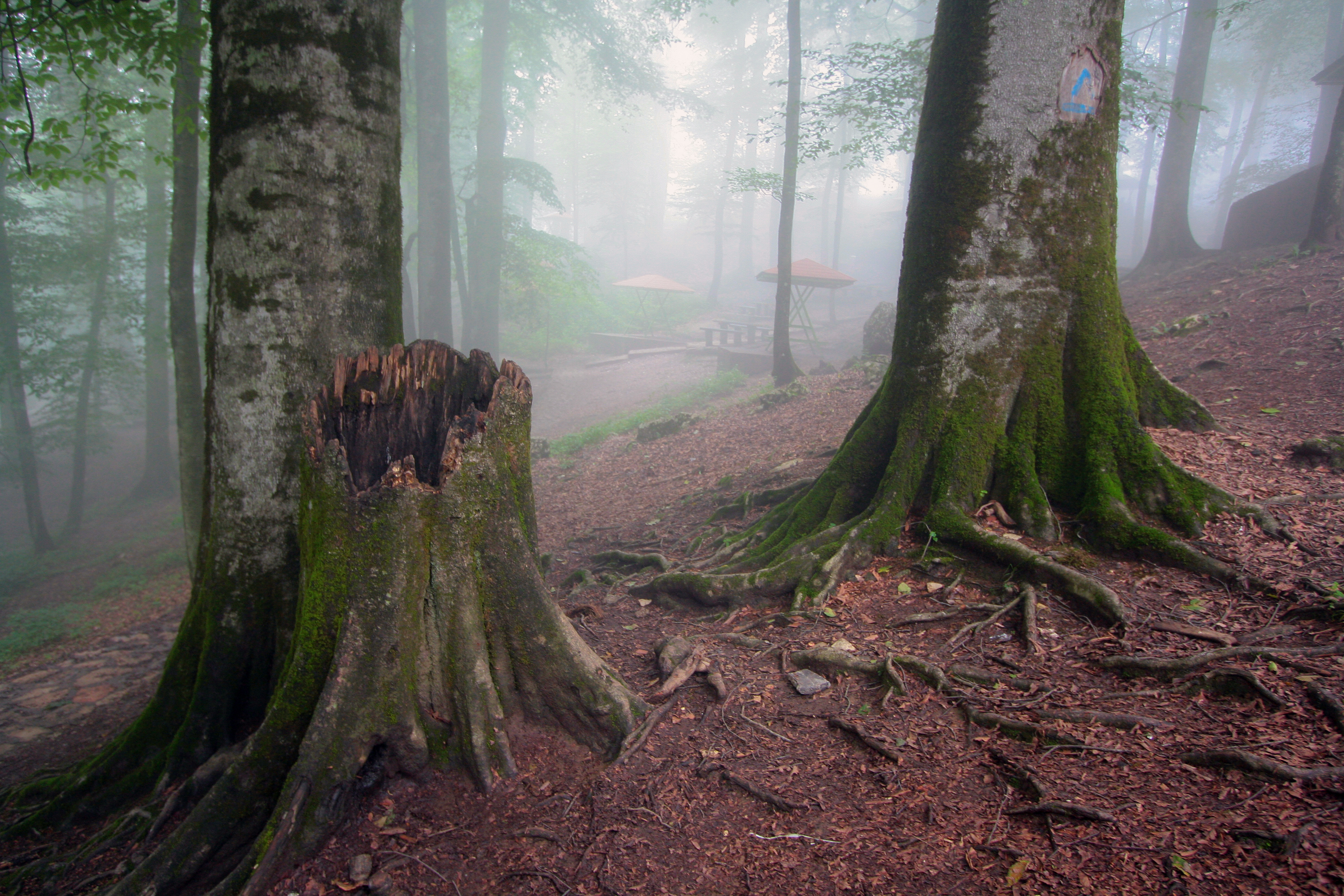
پارک جنگلی نمک آبرود

## پارک جنگلی نمک آبرود
این پارک «بیش از ۲۰۰ هکتار» مساحت دارد و مانند سایر پارک‌های جنگلی، درختان خودرو و انبوهی را درخود جای داده‌است. سنِ گونه‌های مختلف گیاهانِ شمشاد آن بیش از ۷۰۰ سال برآورد گردیده‌است.

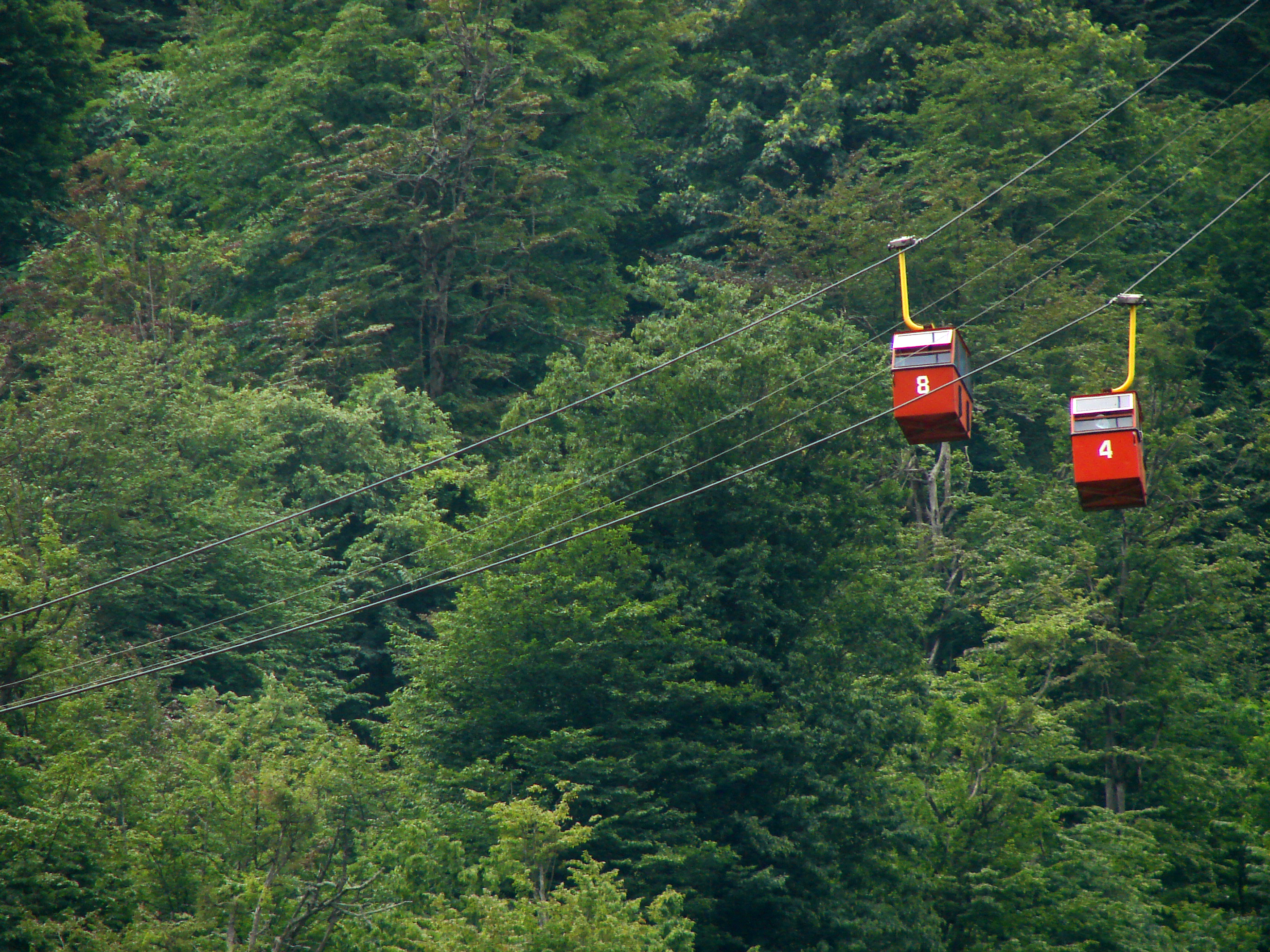
تله کابین شهرک توریستی تفریحی نمک آبرود

## تله‌کابین نمک آبرود
فاصله چالوس تا تله کابین نمک آبرود ۱۲ کیلومتر است، نمک‌آبرود شهرکی گردشگریست که دارای دو خط تله‌کابین است که گردشگران را به بالای دو کوه «دیوحمام» و «مدوین» انتقال می‌دهند. شهرک توریستی نمک آبرود در غرب شهر چالوس قرار دارد و مابین مسیرِ چالوس به تنکابن و در ۱۲ کیلومتری چالوس، قرار دارد و دارای مناظر طبیعی مانند دریا و سواحل مناسب جلگه‌ای، شالیزارهای سرسبز و کوه‌های پوشیده از گیاهان متنوع و امکاناتی نظیر تله‌کابین، کافی شاپ، فروشگاه‌های مختلف، دریاچه و پیست دوچرخه‌سواری است. ساعات کاری تله‌کابین ۸ الی ۱۹ است.

## دریاچه سد دریوک
دریاچه سد دریوک روبروی دره ولی آباد هزارچم و در دامنه کوه دال کمر قرار گرفته‌است و آبی شیرین دارد که اطراف آن را مراتع و مرغزار احاطه کرده‌است. درماه‌های زمستانی پرندگان مهاجر مانند غاز و مرغابی به دریاچه سد دریوک مهاجرت می‌کنند.

## آبشار تودارک
آبشار تودارک یکی از بلندترین آبشارهای استان مازندران است. این آبشار با ارتفاع ۴۵ متر از صخره‌ای کوهستانی فرو می‌ریزد. این آبشار در ۵ کیلومتری تنکابن قرار دارد و برای رسیدن به این آبشار باید ابتدا به تنکابن رفته و سپس به سمت شیرود حرکت کرده و بعد از پل شیرود (در مسیر به سوی رامسر) با دیدن تابلو «لشتو» که به سمت جنوب (روستای لشتو) حرکت کرده و پس از طی چند کیلومتر آبشار تودارک نمایان می‌شود.

## جنگل‌های دو هزار و سه هزار
جنگل دوهزار یکی از جنگل‌های ایران است که مسیر منتهی به آن هم که از کنار رودخانه دوهزار می‌گذرد. این جنگل قله‌ها، چمنزارها، مرتع‌ها و یخچال‌های طبیعی زیادی در خود جای داده‌است. برای رسیدن به این منطقه ابتدا باید از شهرستان تنکابن، جاده دوهزار را پیش گرفته و مسیر را به سمت جاده پایین اشتوج ادامه داده و در پایان نیز به سمت جاده «عسل محله» حرکت کرد و می‌توان شب را در چادر و در پارک جنگلی سه هزار گذراند.

## دشت دریاسر
دشت دریاسر جزو جاذبه‌های گردشگری منطقه تنکابن است که در آن می‌توان جنگل، قله‌های پوشیده از برف و دشت در گل را یک جا در کنار هم دید؛ این دشت برای کوه‌نوردی نیز ایدئال است. برای بازدید از این دشت ابتدا باید به روستایی به نام روستای عسل محله رسید و سپس با حدود یک ساعت و نیم پیاده‌روی به دریاسر دسترسی پیدا کرد.

## رامسر
رامسر به دلیل بهره‌گیری از نزدیکی کوه و دریا و وجود کاخ‌های مجلل و مکان‌های تفریحی و به دلیل نزدیک بودن به جاده چالوس از جمله پربازدید کننده‌ترین شهرهای شمال ایران در روزهایی همچون تعطیلات نوروز است. کایت سواری و گلایدر سواری نیز در اطراف رامسر برای جلب توریست فعال است. این شهر با برخورداری از جاذبه‌های شاخصی مانند جنگل دال‌خانی، روستای جواهرده، کاخ موزه رامسر، یکی از بهترین شهرهای گردشگری شمال ایران در استان مازندران است. با شروع حرکت از شهرستان چالوس با گذر از شهرهای نمک‌آبرود و تنکابن و بازدید از جاذبه‌های گردشگری این شهرها، می‌توان به رامسر رسید. فاصله تنکابن تا رامسر تقریباً ۲۵ کیلومتر است.

## موزه تماشاگه خزر
کاخ مرمر رامسر در سال ۱۳۱۶ و به دستور رضاشاه بزرگ ساخته شده و یکی از آثار ارزشمند گردشگری در رامسر است. از ویژگی‌های معماری این بنا می‌توان به سالن‌های متقارن، گچبری‌های نفیس، رنگ‌آمیزی و طرح‌های گوناگون، کفپوش‌های چوبی و در و پنجره‌های منبت‌کاری شده اشاره کرد، که در میان باغی با مساحت تقریبی ۶۰۰۰ متر قرار دارد که این باغ با گیاهان تزئینی نادرِ خود یکی از زیباترین باغ‌های ایرانی است و به «باغ گیاه‌شناسی» شهرت دارد. از آثار نمایش داده شده در این باغ می‌توان به مبلمان، شمعدانی، بوفه‌های آنتیک، تابلوهای هنرمندان مشهور، فرش‌های نفیس و مجسمه‌های برنزی و مرمرین اشاره کرد. ساعات بازدید از این تماشاگه ۹ الی ۱۷ هر روز است.

## بلوار معلم
بلوار کازینو مربوط به دوره پهلوی است و در شهر رامسر واقع شده‌است. این بلوار، در تاریخ ۵ دی ۱۳۵۲ با شمارهٔ ثبت ۱۵۲۱ به‌عنوان یکی از آثار ملی ایران به ثبت رسیده‌است. نام این بلوار تا پیش از انقلاب ۱۳۵۷ ایران، بلوار کازینو بود و پس از انقلاب، نامش به بلوار معلم تغییر داده شد.

## جاده و ده جواهرده
جادهٔ روستای جواهرده از پارک جنگلی صفارود می‌گذرد و با گذر از این پارک جنگلی به روستای جواهرده دسترسی پیدا می‌گردد.

## تله کابین رامسر
این تله کابین از مبدأ ساحل تا بر فراز «کوه ایلمیلی» امتداد یافته‌است و با توجه به وجود پیست کارتینگ و مراکز خرید و کافی شاپ و مراکز تفریحی محیطی کامل را رقم زده‌است. تله کابین رامسر توسط بخش خصوصی ایجاد شده‌است. این تله کابین به واحدهای پذیرایی و اماکن تفریحی‌گردشگری مجهز است. ساعات کار تله‌کابین از ۹:۳۰ تا ساعت ۲۰ است. پارک آبی رامسر نیز در نزدیکی تله کابین رامسر قرار گرفته‌است.

## موزه مردم‌شناسی رامسر
در این موزه قطعات و ابزار و ادوات مورد استفاده در زندگی مردم رامسر و ابزار فرهنگی به نمایش گذاشته شده‌است؛ در این موزه فضای داخلی خانه‌های سنتی با وسایلی کاملاً قدیمی مانند قابلمه گلی، کف‌گیر، ماهی‌شور و… به نمایش گذاشته شده‌است. گردشگران در این موزه به‌طور ویژه با «کوره‌های آهنگیری قدیمی» و «دستگاه چادر شب بافی» نیز آشنا می‌شوند.

## قلعه مارکوه
قلعه مارکوه احتمالاً معبد پیروان آئین مهرپرستی بوده‌است.

## جنگل دالخانی و جنت‌رودبار
از جذابیت‌های گردشگری روستای جنت‌رودبار، وجود دشت‌های متعدد گل گاوزبان در آن است و وسعت این دشت‌ها به حدی است که این روستا را «پایتخت گل گاوزبان ایران» می‌نامند. رنگ صورتی گل‌های گل‌گاوزبان جاذبهٔ منحصربه‌فرد گردشگری این منطقه است و وجود رودخانه، چشمه‌سارها و آبشارهای متعدد از دیگر جاذبه‌های این روستا است.

## آبشار سیاسرت
آبشار سیاسرت یکی از جاذبه‌های گردشگری در دهستان جنت‌رودبار بوده که طبیعت اطراف آن بکر است. فاصله این آبشار از جنت‌رودبار ۱۵ کیلومتر است. در نزدیکی آبشار سیاسرت، رودی به نام چالک‌رود جریان دارد.

## لاهیجان
لاهیجان یکی از شهرهای با جاذبه‌های فراوان گردشگری استان گیلان است و در شمال دیلمان و در فاصله ای ۳۵ کیلوتری از زیباکنار قرار دارد و بزرگترین شهر شرق گیلان محسوب می‌شود. لاهیجان معروف به «عروس شهرهای گیلان» است؛ و از نظرِ ویژگی‌های تاریخی یکی از شهرهای مهم استان گیلان به‌شمار می‌رود که برای مدت‌ها مرکز بخش «بیه‌پیش»، استانِ گیلان بوده‌است. شهرستان لاهیجان به گواهی تاریخ در گذشته مرکز «حکومت بیه‌پیش» بوده، و وسعت آن سرزمینی از سفیدرود تا چالوس را در بر می‌گرفته‌است. آب و هوای لاهیجان در بخش جلگه‌ای، «معتدل و مرطوب»، و در قسمت کوهستانی آن، سردسیر است، و در مجموع آب و هوای این شهرستان، آب و هوای‌ای مدیترانه‌ای است. صنعت چای یکی از مهم‌ترین صنایع کشاورزی لاهیجان است. نخستین بار «چای در کشور ایران»، توسط «حاج محمد حسین اصفهانی» و در سال ۱۳۰۲ قمری و در لاهیجان کشت شد. برخی از محلات لاهیجان بر پایه حرفه افراد آن نامگذاری شده‌است، مانند میدان و شعربافان، خمیرکلایه و گابنه. زبان گفتاری مردم لاهیجان، گیلکی (بیه پیش) است که با گیلکی رشت (بیه پس) از نظر آوایی، واژگانی و پاره‌ای ویژگی‌های دستوری تفاوت‌هایی دارد. لاهیجان دارای جاذبه‌های گردشگری بسیاری است که از آن جملهٔ آن‌ها می‌توان به جاذبه‌هایی همچون استخر، شیطان کوه، بام سبز، آبشار، باغ ملی، تالاب بین‌المللی امیر کلایه، باغات سرسبزِ چای، موزه تاریخ چای، حمام گلشن، قلعه دزدبن و … اشاره نمود. «تله کابین لاهیجان» نیز با جذب گردشگران داخلی و خارجی ایران، به عنوان یکی از جاذبه‌های گردشگری منطقه بشمار می‌رود.

## شیطان کوه لاهیجان
شیطان کوه لاهیجان که از امتداد سلسله جبال البرز است از درختان و شمشادهای کوتاه و سبز پوشیده شده و در ناحیه شرقی شهر لاهیجان قرار دارد. این کوه به دلیل واقع شدن در داخل مجموعه شهری چشم‌اندازهای زیبایی پیدا کرده و گردشگران زیادی را به سوی خود جلب می‌کند. آبشار شیطان کوه که از بدنه شیطان کوه به پای کوه سرازیر می‌شود به وسیله پمپاژ آب از استخر آن تغذیه شده و حوضچه‌هایی برای تخلیه و حرکت آب در پایین آن احداث شده‌است. در کنار این آبشار راه پلکانی تا قله کوه وجود دارد که گردشگران با پشت سر گذاشتن آن از داخل درختان سر سبز عبور کرده و به قله کوه و منطقه بام سبز می‌رسند.

## استخر لاهیجان
استخر لاهیجان دریاچه‌ای در پای شیطان کوه لاهیجان است که با وسعت ۱۷ هکتار به دستور شاه عباس احداث شده‌است. این استخر دارای جزیره ای است که توسط یک پل به حاشیه جنوبی آن متصل شده، طول محیط حاشیه این استخر نزدیک به دو کیلومتر بوده که در کنار بلواری قرار دارد که دور تا دور استخر را احاطه کرده و از مراکز مهم گردشگری لاهیجان است.

## تله کابین لاهیجان
تله کابین لاهیجان از جاذبه‌های گردشگری این شهر است که در سال ۱۳۸۴ احداث شده‌است. این تله‌کابین از «بام سبز لاهیجان» به «قله تاج خروس» کشیده شده‌است. احداث پارک مجهز به رستوران، کافی شاپ و انواع غرفه‌های آلاچیق و ایجاد فضای مناسب برای گردشگران از دیگر برنامه‌هایی است که برای احداث در ایستگاه‌های تله کابین در نظر گرفته شده‌اند.

## تالاب سوستان زیستگاه نیلوفران لاهیجان
سوستان یکی از روستاهای دهستان لیل در بخش مرکزی شهرستان لاهیجان است که به خاطر تالابی که در نزدیکی این روستا قرار دارد، تبدیل به یک جاذبهٔ گردشگری گشته‌است. فاصله سوستان تا مرکز دهستان لیل که روستای سطل سر است حدود ۱۱ کیلومتر و تا لاهیجان ۵/۰ کیلومتر است. آب این تالاب از طریق باران و رودی از منطقهٔ کتشال تأمین می‌شود. تالاب سوستان زیستگاه گونه‌ای از گیاهان مردابی به نام نیلوفر آبی است. وجود این نیلوفرهای آبیِ صورتی رنگ بر روی تالاب، جاذبهٔ گردشگری‌ای را به وجود می‌آورد. تالاب سوستان در فصل پاییز میزبان پرندگان مهاجری همچون چنگر و خوتکا است. یکی از مهم‌ترین ویژگی‌های این تالاب که سبب شهرت گردشگری آن نیز شده وجود نوعی پسته است که این نوعِ خاص از پسته در مناطق استوایی پیدا می‌شود اما بنا به دلایلی در تالاب سوستان نیز رشد پیدا کرده‌است و مورد توجه اهالی منطقه است.

## تالاب بین‌المللی امیر کلایه
تالاب بین‌المللی امیر کلایه در ۴۰ کیلومتری شمالِ شهر لاهیجان و در کنار دریای خزر واقع شده و به دلیل نوع خاص اکوسیستم به دور از هر گونه آلودگی زیست‌محیطی بوده و دارای جاذبه‌های گردشگری است.

## ورزش سافاری
استان گیلان از معدود استان‌های بهره‌مند از اقلیم‌های مختلف برای مسابقات آف‌رود مانند شن نوردی، سنگ نوردی، گل نوردی و جنگل نوردی و همچنین دارای چهار پیست آفرود است و لاهیجان پایتخت آفرود گیلان به حساب می‌آید چراکه شهرستان لاهیجان، سه پیست آفرود را دارا است و اولین مسابقه آفرودِ گیلان نیز در لاهیجان برگزار شده و این شهرستان در این رشته چندین قهرمان کشوری در ایران نیز دارد. به دلیل قدرت بدنی بالایی که ورزشکاران آفرود دارند می‌توانند در حوادثی مانند آتش‌سوزی‌های جنگل، سیل، زلزله، و رانش زمین نیز نقش برجسته ای داشته باشند. اولین دوره لیگ آفرود استان گیلان در چهار شهر رشت، انزلی، رودسر و لنگرود برگزارشد و توسط ورزشکاران این شهرستان‌ها تیم یکپارچه ای تشکیل شده‌است. سافاری رشته جدید ورزشی در گردشگری سفری محسوب می‌شود و به آن وحش‌گشت (safari) نیز می‌گویند.

## روستای زمیدان
روستای زمیدان در ۸ کیلومتری شهر لاهیجان واقع شده‌است. شغل اکثر مردم روستای زمیدان کشاورزی است و محصولات روستای زمیدان برنج، چای، انواع سبزیجات، میوه و مرکبات است. در روستای زمیدان چند واحد صنعتی نیز استقرار یافته‌است که عبارتند از کارخانجات چای‌خشک کنی و واحدهای برنج‌کوبی. از طریق جادهٔ زمیدان می‌توان از لاهیجان به شهرهای لنگرود و املش دسترسی پیدا کرد.

## بندر گردشگری انزلی
بندرانزلی، یکی از شهرهای شمال ایران است و دارای آب و هوای معتدل مرطوب است که هر سال پذیرای میلیون‌ها توریست است. بخشی از محیط زیست طبیعی این شهرستان را دریا(۴۰ کیلومتر نوار ساحلی) و بخش مهم دیگر را اکوسیستم تالاب انزلی تشکیل می‌دهد. نام شهرِ «انزلی» با توجه به پیشینهٔ تاریخی اش، در بیشتر شهرهای اروپایی نامی شناخته شده‌است. این بندر از طریق رود ولگا در دریای کاسپین به اروپا راه دارد و از گذشته‌ها نیز انزلی را دروازه اروپا و ایران می‌نامیدند و این مطلب در بسیاری از نوشته‌ها نیز آمده‌است. این منطقه صاحب یکی از بزرگترین مرداب‌های جهان با نامِ «مرداب انزلی» است. انزلی پنجمین بندر فعال اقتصادی کشور ایران محسوب می‌شود. مسیر دسترسی به انزلی از ایران مرکزی، از طریق جاده چالوس و پس از پشت سرگذاشتن تنکابن، رامسر، چابکسر و رودسر، لنگرود و سواحل چمخاله (چاف و چمخاله) و در ادامه با گذشتن از کمربندی لاهیجان و آستانه اشرفیه و از طریق بزرگراه رشت به انزلی است. شنبه بازار انزلی از بیش از ۷۰ سال پیش تاکنون به شکل هفتگی در خیابان میرزا کوچک خان انزلی هر هفته برگزار می‌شود و در این بازار مردم روستاهای اطراف از مرغ و جوجه زنده، تا انواع سبزی‌های محلی، انواع ترشی، انواع کفش و لباس و ابزار کشاورزی را ارائه می‌کنند. عمده‌ترین سوغات انزلی شامل انواع ماهی، سبزیجات محلی، سیرترشی و زیتون است که همگی این‌ها در شنبه بازار ارائه می‌گردد. در کنارِ شنبه بازار انزلی، برج کنترل، موج شکن، پل‌های انزلی، برج ساعت، فانوس دریایی انزلی و بلوار ساحلی انزلی از دیگر محل‌های گردشگر پذیرِ این شهر هستند. با توجه به آنکه بخشی از اهالی انزلی را ارمنی‌های ایران تشکیل می‌دهند، مسیحیت نیز بخشی از جامعه دینی این شهر را به خود اختصاص داده‌است. ارامنه و مسلمانان از دیرباز در این شهرِ ساحلی زندگی مسالمت آمیزی بر مبنای همکاری و همیاری داشته‌اند. اساسِ اقتصاد مردم در شهرستان انزلی را شغل و اقتصاد ماهی‌گیری تشکیل می‌دهد و در سال‌های اخیر به‌طور ویژه صید ماهی کیلکا رونق فراوانی پیدا کرده‌است. حصیر بافی نیز از مشاغل تخصصی اهالی انزلی بوده و حصیر غازیان و حصیر آبکنار از شهرت برخوردارند و سالیانه هزاران حصیر از این منطقه صادر می‌گردد. این حصیرها در نقش فرش عمل می‌کنند.

## شنبه‌بازار انزلی
از گذشته‌های دور از روستاهای اطراف شهر انزلی و سایر شهرهای استان گیلان، مردم محلی تولیدات خود مانند میوه و سبزی و صیفی‌جات، حصیر و زنبیل‌ها، رب انار، زیتون، مرغ و خروس و دست بافته‌های پشمین را برای فروش به این بازار می‌آورند.

## تالاب انزلی
تالاب انزلی در زمستان، میزبان انواع پرنده‌های دریایی به ویژه قوهای سفید، غاز، اردک، مرغابی، چنگر و دیگر پرندگان مهاجر است. از جذابیت‌های تالاب انزلی، نیلوفرهای آبی آن است که در سراسر تالاب وجود دارند و نیزارها و لاله‌های دریایی نیز در حاشیه تالاب قرار گرفته‌اند. قایق‌سواری بر پهنه مرداب از جاذبه‌های گردشگری سفر به بندر انزلی است.

## موزه نیروی دریایی کاخ انزلی
این کاخ در سال‌های ۱۳۰۸ تا ۱۳۱۴، و پس از حادثه آتش‌سوزی دیگر کاخ که کاخ خوشتاریا نام‌داشت، ساخته شد، کاخ خوشتاریا متعلق به تاجری روسی بود که برق را به ایران آورد. این کاخ امروزه به «موزهٔ نظامی نیروی دریایی» تبدیل شده‌است و انواع سلاح‌های گرم و سرد از زمان صفویان تاکنون را در معرض تماشا قرار داده‌است.

## برج موسیقی حافظیه انزلی
در کنار بنای شهرداری انزلی، بنایی سفید رنگ با شباهت به حافظیه شیراز قرار دارد. این بنا که در سال ۱۳۱۱ هجری‌شمسی به سفارش شهرداری انزلی و توسط گروهی از مهندسان آلمانی احداث شد، و از سال‌ها پیش مکان برگزاری کنسرت‌های موسیقی بوده‌است و به نام حافظیه خوانده می‌شود. از این محل در کنار جذابیت گردشگری به عنوان مکانی برای برگزاری نمایشگاه‌های کوچک نقاشی و صنایع دستی نیز استفاده می‌شود.

## بقعه بی‌بی حوریه
بقعه بی‌بی حوریه، حرمی در منطقه بندرانزلی است که آرامگاه خواهر علی بن موسی الرضا است.

## قبرستان لهستانی‌ها
قبرستان لهستانی‌ها، آرامگاه لهستانی‌هایی است که در زمان جنگ‌جهانیِ دوم به ایران پناهنده شدند و به عنوان سندی به جا مانده از دوران جنگ جهانی دوم است.

## مشکلات و معضلات
واقعیت این است که استان‌های ساحلی شمال کشور ایران و به‌ویژه استان مازندران، اگرچه بیشترین جذب گردشگر داخلی را دارد، اما پیامدهای منفی از تخریب شالیزارها و ساخت شهرک گرفته تا تراشیدن جنگل‌ها برای ویلاسازی را نیز به همراه داشته‌است و به‌قولی گردشگری در شمال ایران توسعه نیافته، بلکه صرفاً رشد کرده‌است، توسعه مفهومی است که پایداری و حفاظت را نیز در خود داشته‌باشد.

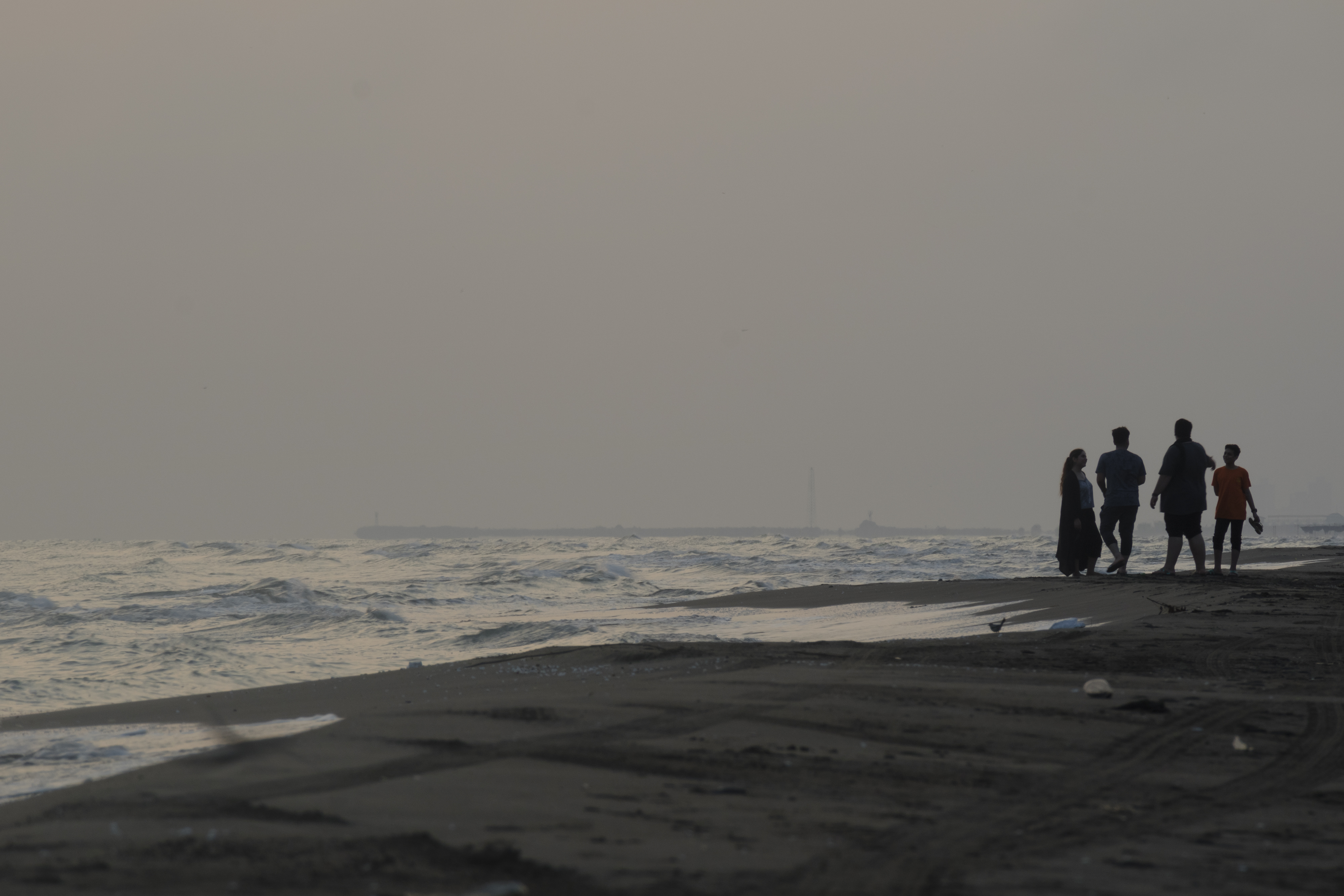
ساحل دریای خزر، در بخش شهرستان سرخ رود

## تورها و گردشگری دریایی در دریای خزر
کشتی‌هایی در سواحل شمالی ایران است که برای مقاصد تفریحی مورد استفاده قرار می‌گیرند، که غالباً در آن‌ها صرف وعده‌های غذایی همراه با موسیقی و عبور روی آب‌های تالاب انزلی و دریای خزر به گردشگران ارائه می‌شود. در سال ۱۳۹۱ هجری‌شمسی، در همایشی بین‌المللی‌ای دربارهٔ گردشگری در سواحل دریای خزر یک ایرانی ساکن کشور آمریکا قصد سرمایه‌گذاری به میزان ۶۳ میلیون دلار برای راه‌اندازی راه‌های دریایی از آستارا تا خلیج گرگان با کشتی تفریحی برای مسافران ایرانی و مسافران جمهوری آذربایجان که می‌خواهند به زیارت علی بن موسی الرضا در مشهد بروند را داشت.

## امنیت گردشگری در شمال ایران
وضعیت بیشتر نواحی شمال ایران از نظر «کنترل جرایم»، وضعیت خوبی بوده‌است، و جرایم کنترل شده و نظم خوبی در این استان‌ها برقرار است؛ اما گاهی در برخی از موارد انواعِ مختلفِ زورگیری از جمله زورگیری در جاده‌ها و راهزنی در برخی نواحی شمال ایران مشکل مداومِ امنیتیِ رایج در سال‌های اخیر در آن نواحی شده‌است. در این زمینه برای نیروی انتظامی ایران مجرم‌ها به‌راحتی قابل تشخیص هستند، این افراد غالباً با وسایل نقلیهٔ بدون پلاک و در حالیکه چاقو و … نیز به همراه دارند، تردد می‌کنند و عمل اخاذی و زورگیری انجام می‌دهند.

## جستارهای وابسته

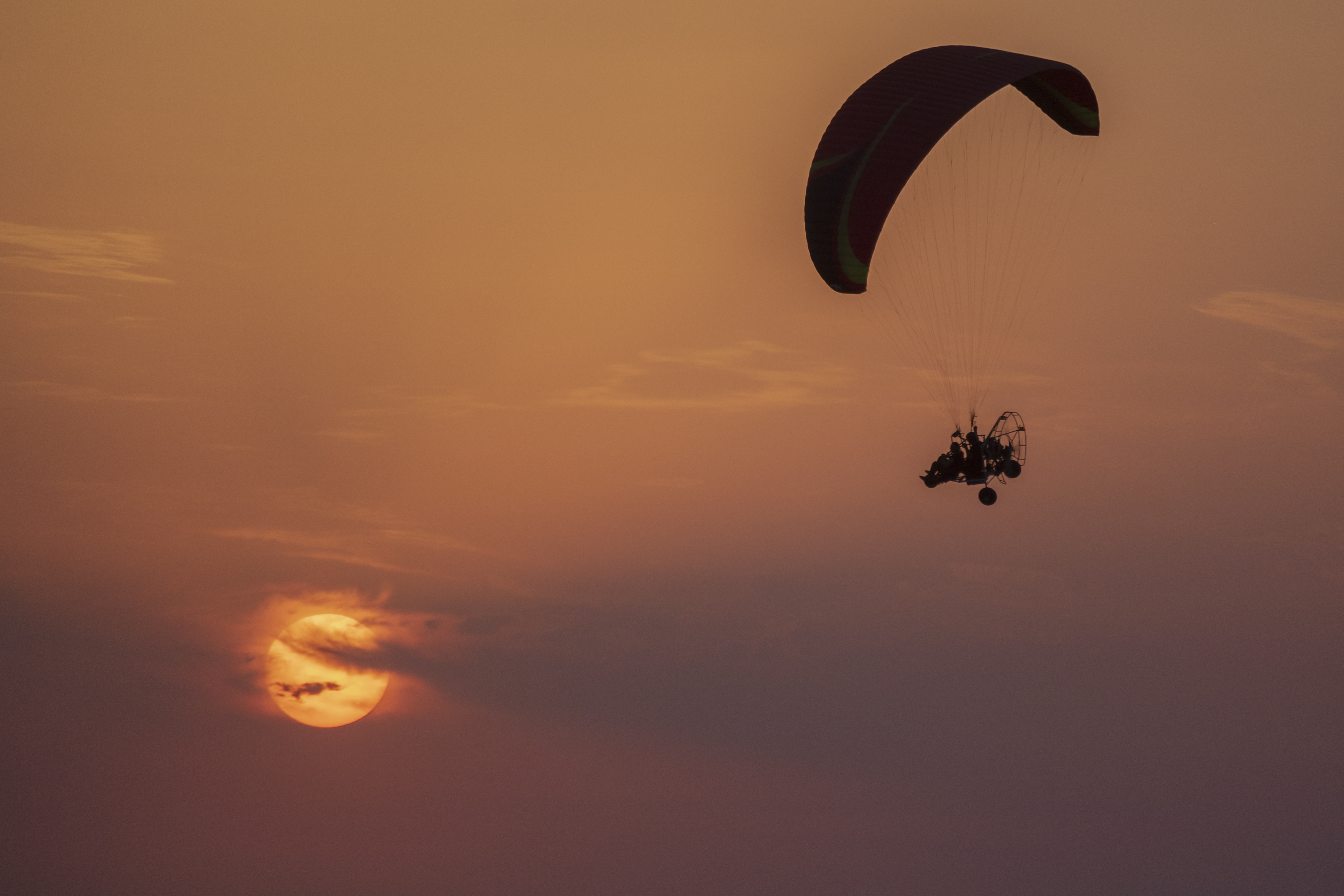
ورزش های آبی و ساحلی در حاشیه دریای خزر - ساحل سرخ رود
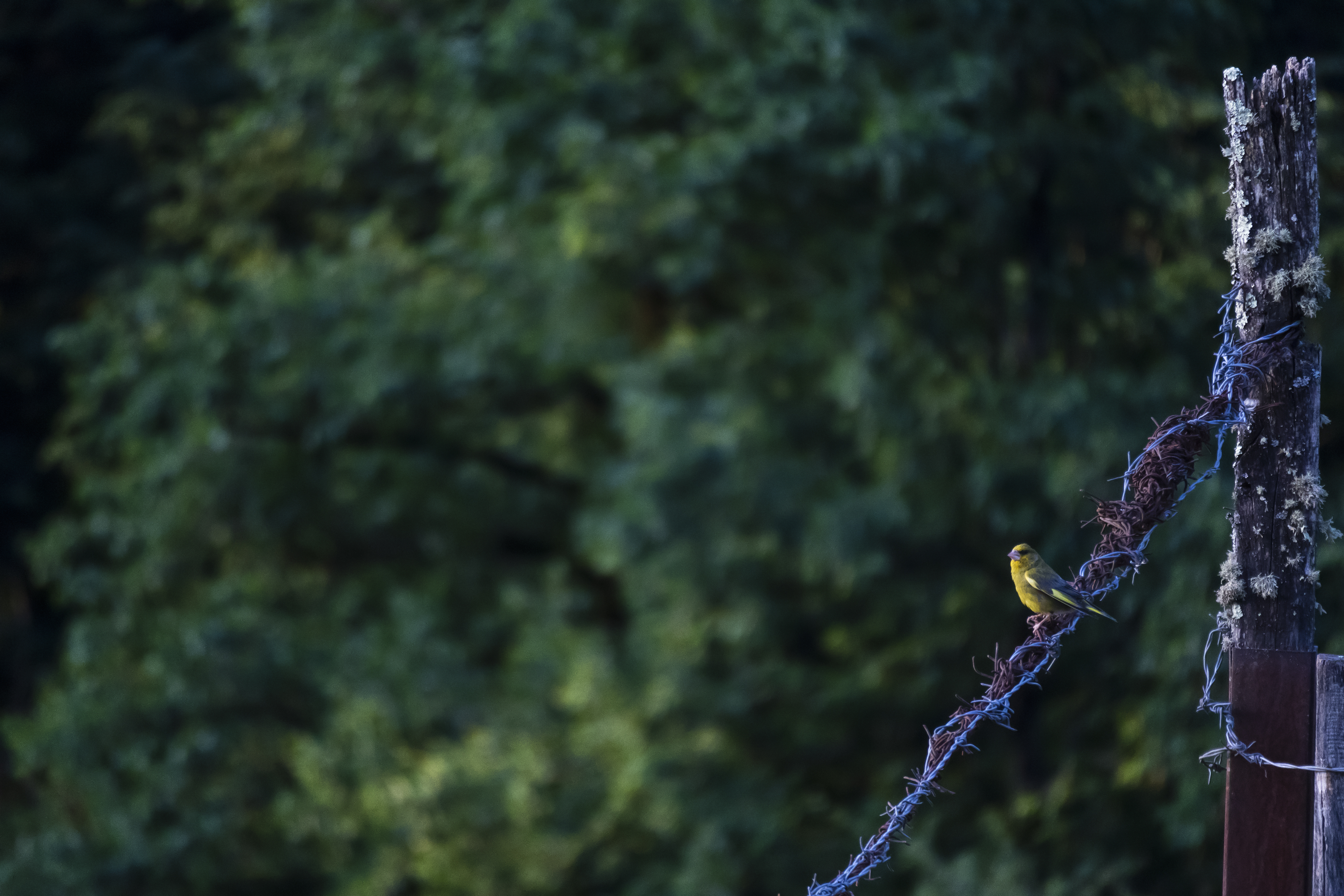
یک گونه بلبل جنگلی، منطقه چمستان، حوالی روستای لاویج
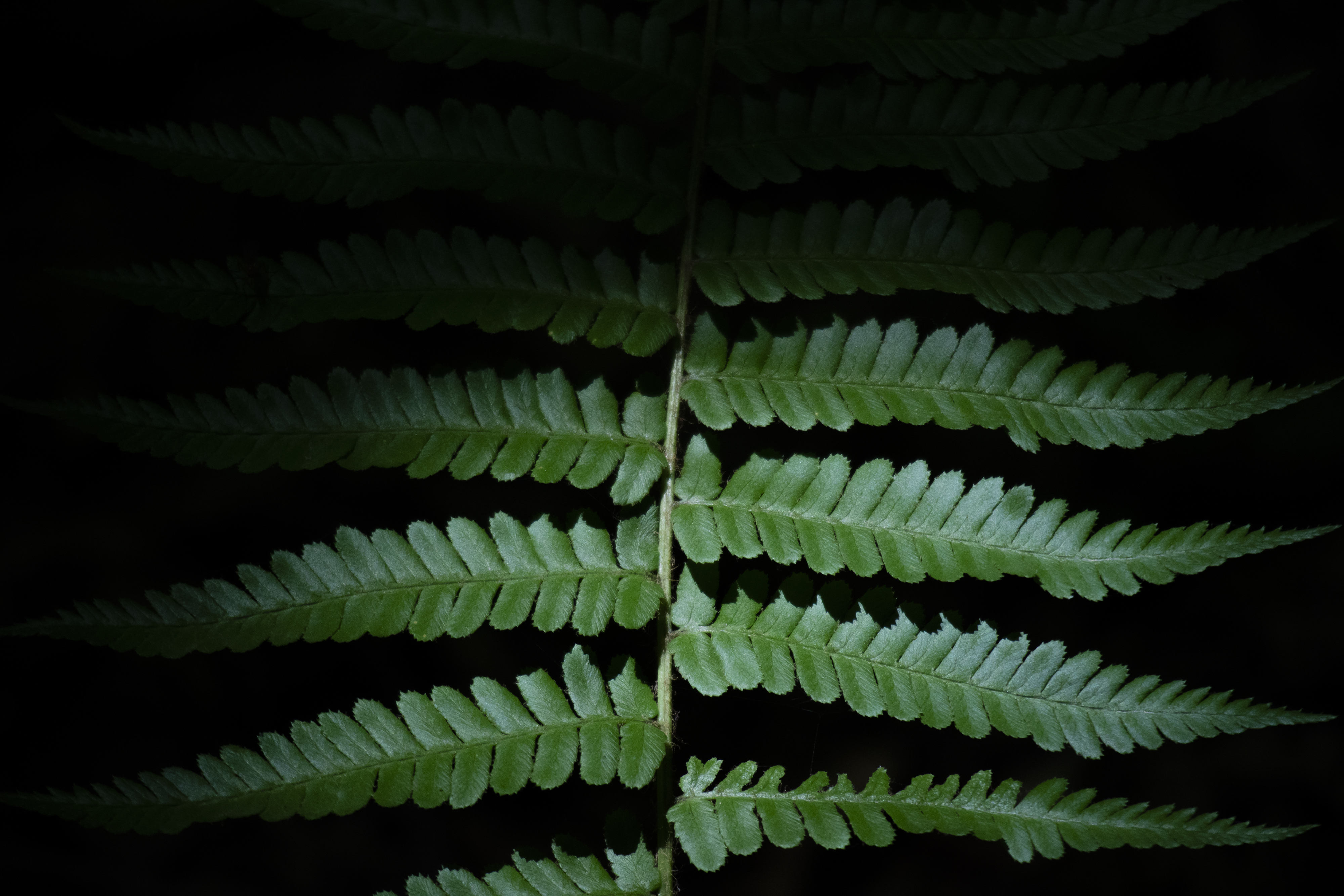
سرخس از عمده گیاهان مناطق شمالی کشور
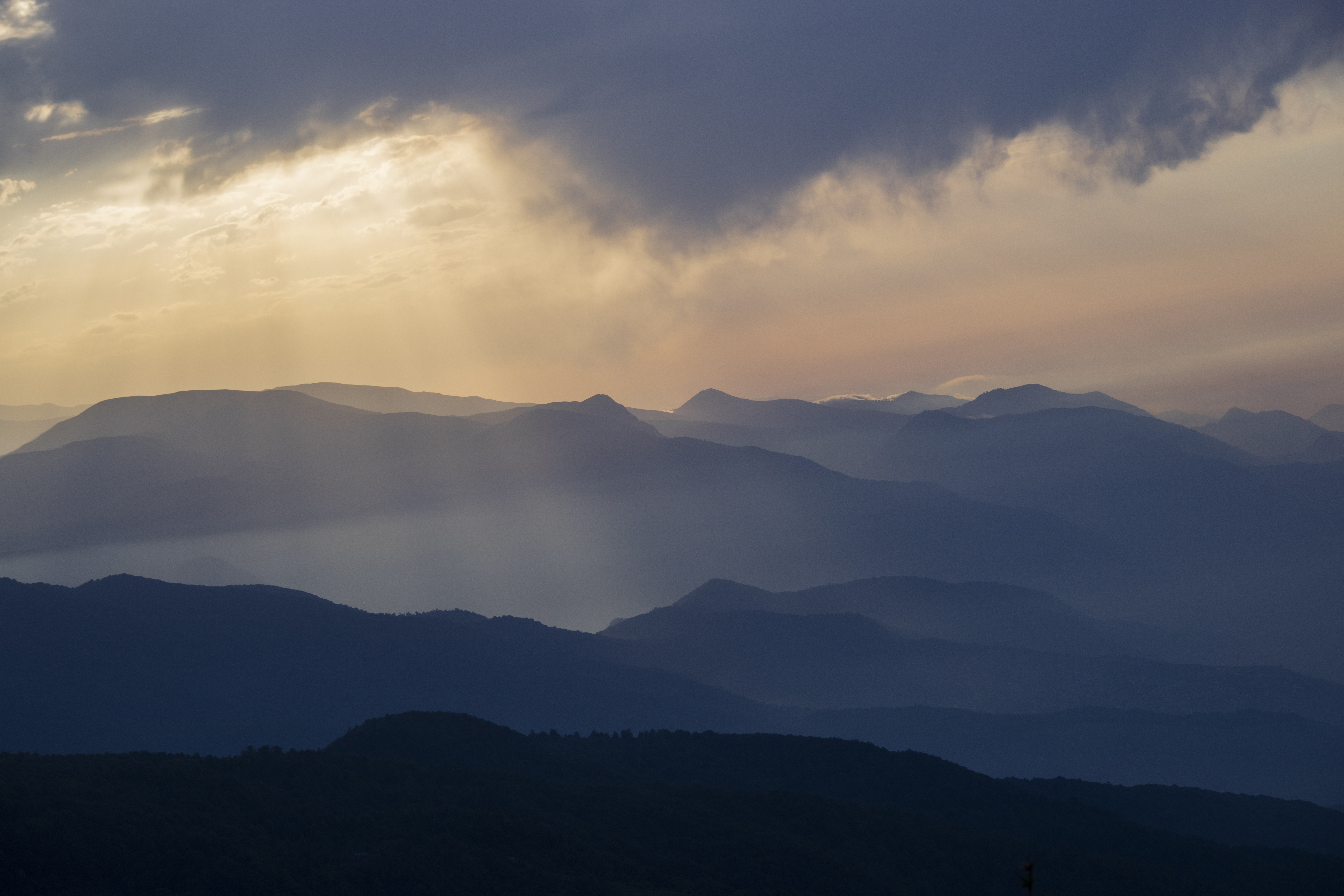
طبیعت زیبا در منطقه فیلبند
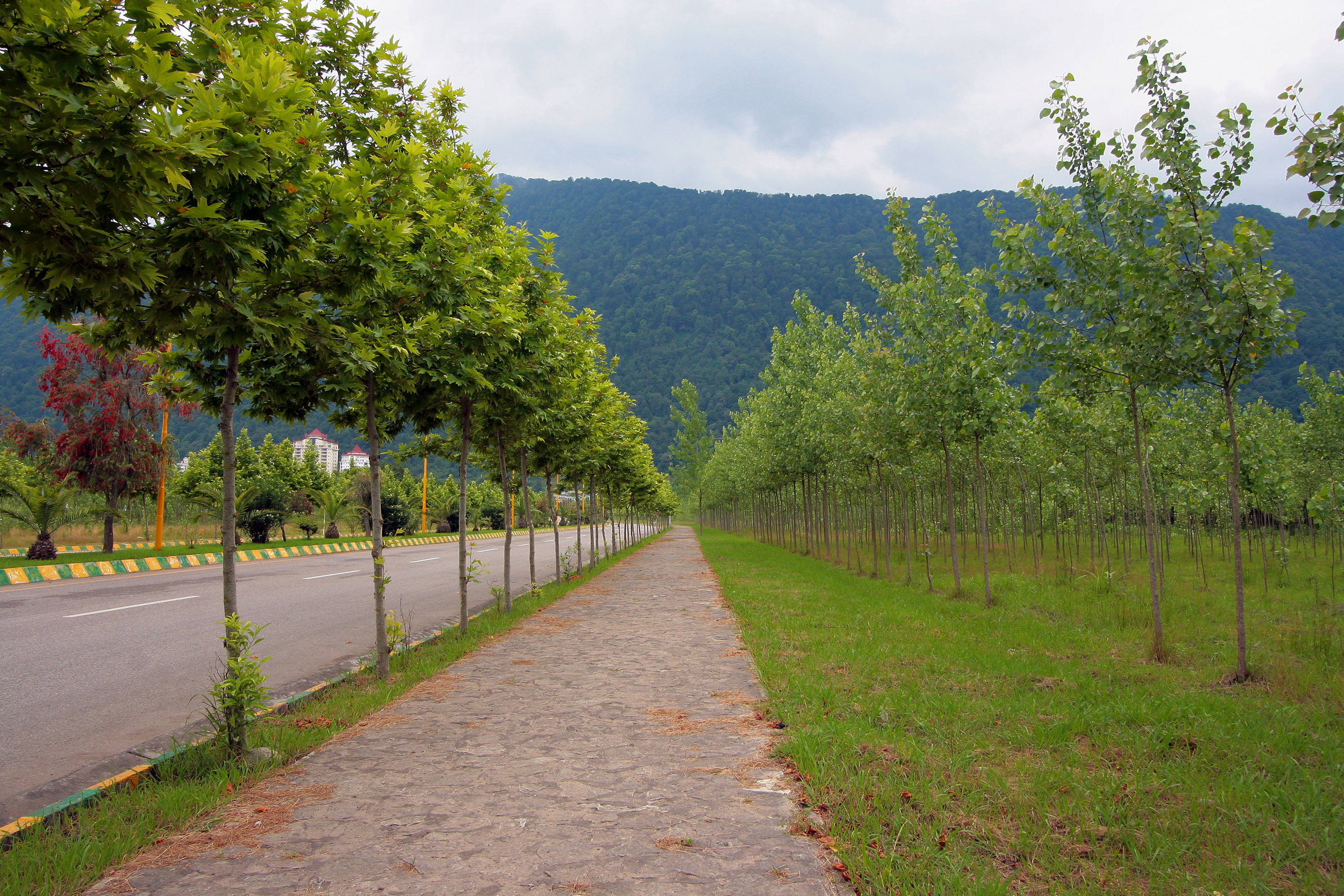
منطقه زیبا و گردشگری نمک آبرود در کنار شهر چالوس
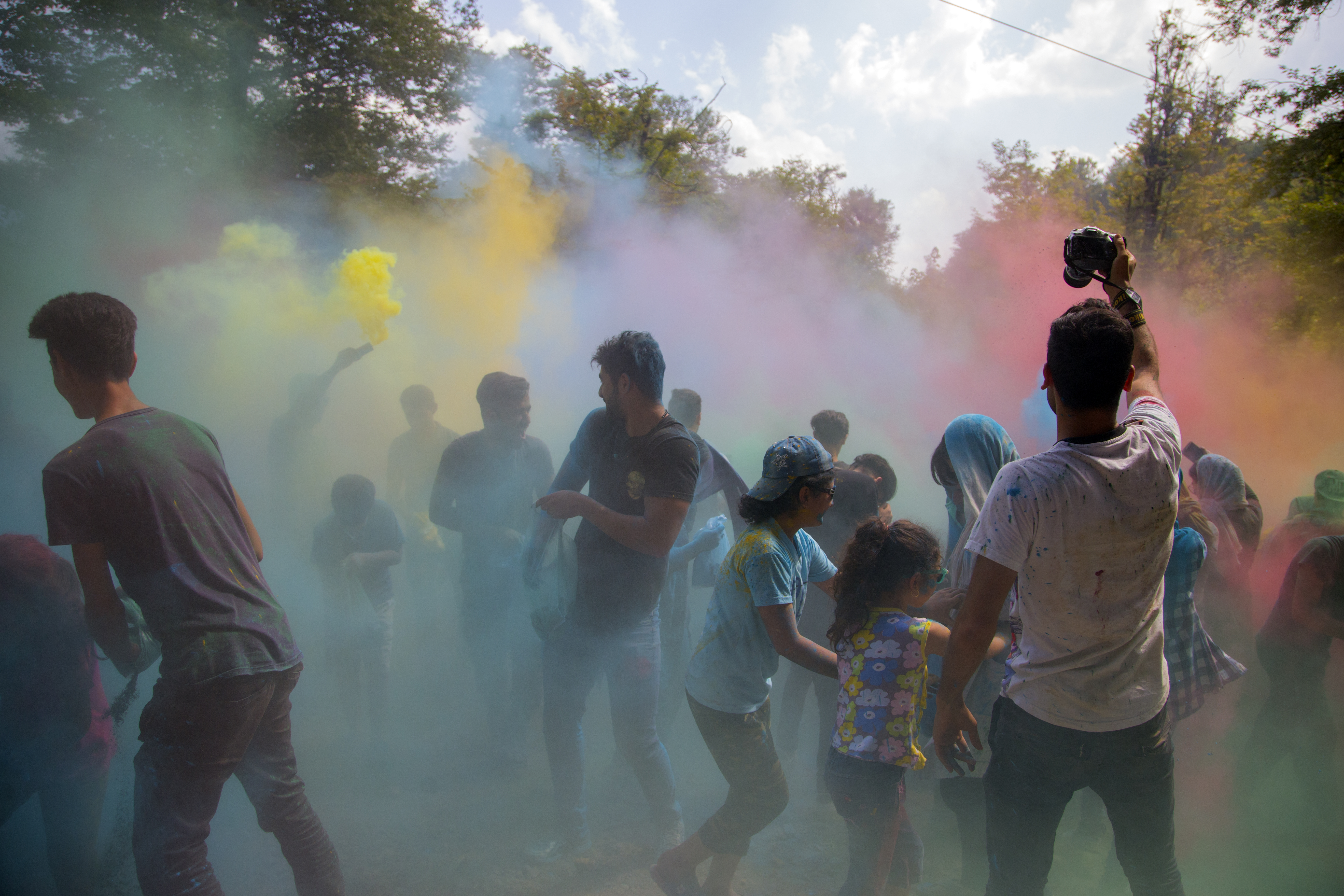
جشن رنگ در روستای گرجی محله، حوالی منطقه بهشهر